# Robert Henley (1er comte de Northington)
Robert Henley (vers 1708 - 14 janvier 1772), est un homme politique anglais qui a occupé le poste de Lord grand chancelier de Grande-Bretagne. Il est membre du parti whig au parlement et est connu pour son esprit et son écriture .

## Famille
Il est le deuxième fils d'Anthony Henley (1667-1711) et le petit-fils de Sir Robert Henley, qui avait été maître de la Cour du banc du roi, essentiellement un avocat de la défense.
Son père a fait ses études à Oxford et s'intéresse à la littérature. Lorsqu'il s'installe à Londres, il devient l'ami des comtes de Dorset et de Sunderland, ainsi que l'ami de Swift, de Pope et de Burnet. Après son mariage, Anthony Henley est élu député d'Andover en 1698. Il meurt en août 1711 et son fils aîné, Anthony, et son second fils, Robert, lui succédèrent .

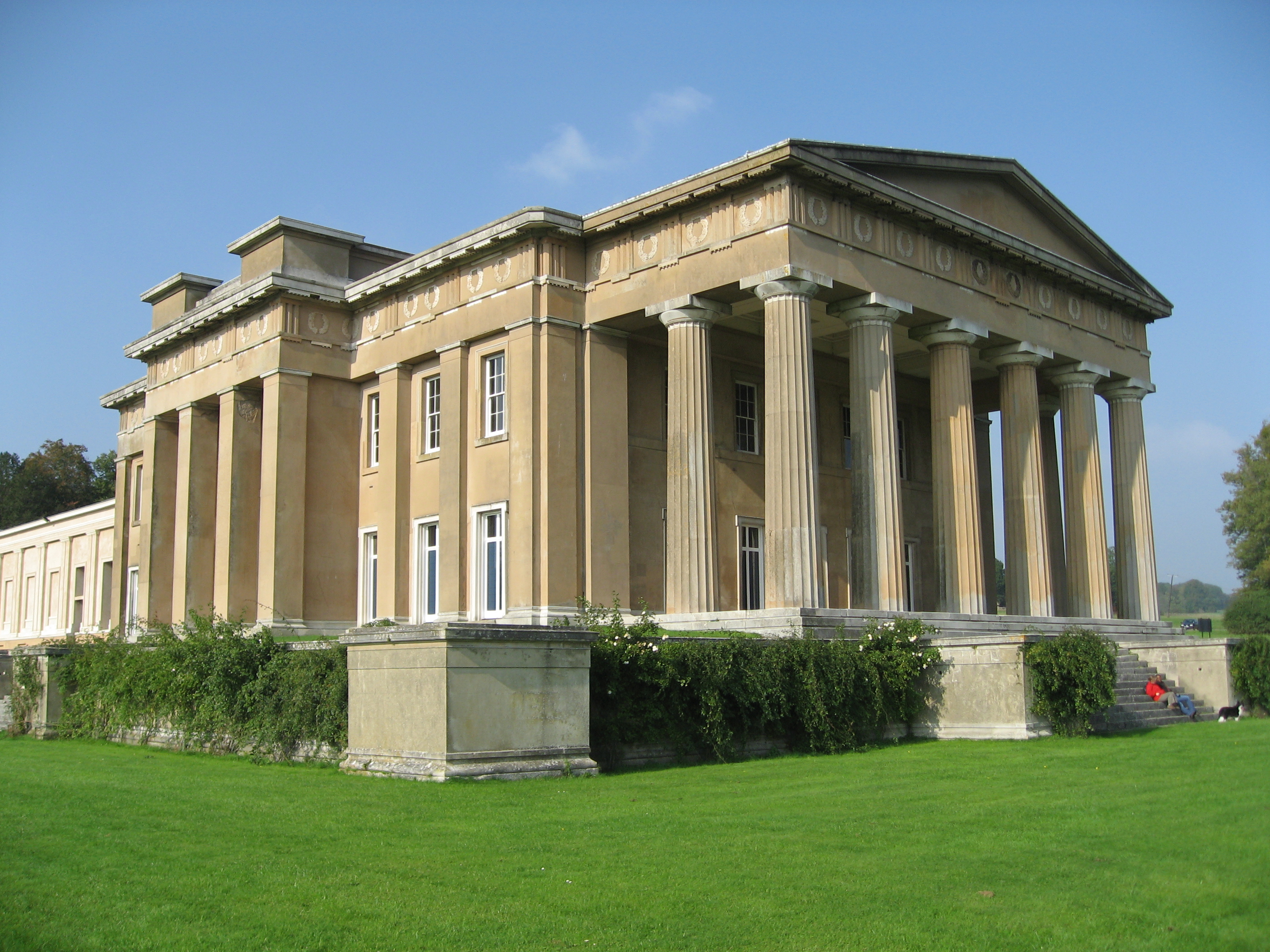
La Grange, Northington

Il fait ses études à la Westminster School et fréquente le St John's College à Oxford . Il obtient une bourse au All Souls College en 1727, entre à l'Inner Temple pour étudier le droit en 1729 et est admis au barreau le 23 juin 1732. Il succède à son frère aîné en 1746 et hérite de The Grange (Northington) (en) dans le Hampshire construit par Inigo Jones pour son grand-père.

## Carrière
Il est élu député de Bath en 1747 et devient rapporteur de la ville en 1751. Nommé procureur général, il est fait chevalier en 1756 et promu l'année suivante au rang de gardien du grand sceau, la dernière personne à avoir reçu ce titre. Bien qu'il ait présidé la Chambre des lords, il n'a été nommé pair qu'en 1760, lorsqu'il est devenu baron Henley de Grange dans le comté de Southampton. Lorsque George III accède au pouvoir, Henley est nommé Lord grand chancelier en 1761 et nommé comte de Northington en 1764 .
Le retard avec lequel il a été élevé à la pairie est dû à l'hostilité de George II, mécontent de l'ancien soutien de Henley à la faction du prince de Galles, connue sous le nom de parti Leicester House; et c'est pour qu'il puisse présider le procès du meurtre de comte Ferrers en 1760 en tant que Lord grand intendant qu'il obtint alors son brevet. Il démissionne de son poste en 1767 et meurt dans sa résidence à Hampshire le 14 janvier 1772.

## Vie privée
En 1743, il épouse Jane Huband, fille de John Huband d'Ipsley d'Warwickshire. Il a trois fils et cinq filles. Les noms de ses filles étaient: Catherine Henley (décédée le 9 janvier 1779), Bridget Henley (décédée le 13 mars 1796), Jane Henley (décédée en février 1823), Lady Elizabeth Henley (décédée le 20 août 1821) , Mary Henley (1753 – 1814),.
Son fils Robert Henley (2e comte de Northington), lui succède.

## Sources
- Notices d'autorité :   - VIAF
  - ISNI
  - LCCN
  - Israël
  - NUKAT
  - WorldCat
- Ressources relatives aux beaux-arts :   - National Portrait Gallery
  - Royal Academy of Arts
- Notice dans un dictionnaire ou une encyclopédie généraliste :   - Oxford Dictionary of National Biography
- Mémoire de la vie de Robert Henely, comte de Northington, seigneur haut chancelier de Grande-Bretagne
- La pairie complète de l'Angleterre, de l'Écosse, de l'Irlande, de la Grande-Bretagne et du Royaume-Uni, existante, éteinte ou en sommeil